# Жила, Дмитрий Никитович
Дмитрий Никитович Жила (1903 — 1963) — советский государственный, партийный и хозяйственный деятель, народный комиссар пищевой промышленности Украинской ССР (1937—1938), заместитель председателя Совета Народных Комиссаров Украинской ССР (1938—1944), и. о. Председателя Харьковского облисполкома, депутат Верховного Совета УССР 1-го созыва. Член ЦК КП(б) Украины в 1940—1949 годах.

## Биография
В 1930 году был слушателем Всесоюзных курсов рационализаторов рабочих-ударников. Затем учился в Московском химико-технологическом институте им. Д. И. Менделеева и в Киевском технологическом институте сахарной промышленности. Одновременно, в 1930—1933 годах — помощник директора, заместитель директора Московского рафинадного завода. С 1933 года учился во Всесоюзной пищевой академии имени Сталина.
Член ВКП(б) с 1929 года
В декабре 1937 — мае 1938 года — народный комиссар пищевой промышленности Украинской ССР.
29 мая 1938 — 24 мая 1944 года — заместитель председателя Совета Народных Комиссаров Украинской ССР. 26 июня 1938 года был избран депутатом Верховного Совета УССР 1-го созыва по Бобринецкому избирательному округу № 125 Николаевской области.
В 1943 году — исполняющий обязанности председателя Харьковского областного исполнительного комитета.
С 1944 года — на хозяйственной работе. Работал управляющим Украинским консервным трестом в городе Одессе, директором Херсонского консервного комбината, заместителем председателя Совета народного хозяйства Черноморского экономического района.

## Награды
- орден Трудового Красного Знамени (7.02.1939; 21.02.1942)
- Орден Знак Почёта (23.01.1948).